# 고령 장기리 암각화
고령 장기리 암각화(高靈 場基里 岩刻畫)는 대한민국 경상북도 고령군 대가야읍 알터 마을 입구에 있는 높이 3 m, 너비 6 m의 경상 누층군 하산동층 암벽에 새겨진 바위그림의 암각화(Petroglyph)이다. 1976년 8월 6일 대한민국의 보물 제605호로 지정되었다.

## 개요
알터 마을 입구에 있는 높이 3 m, 너비 6 m의 경상 누층군 하산동층 암벽에 새겨진 바위그림이다. 바위그림은 암각화라고도 하는데, 암각화란 선사시대 사람들이 그들의 생각이나 바람을 커다란 바위 등 성스러운 장소에 새긴 것을 말한다. 전세계적으로 암각화는 북방문화권과 관련된 유적으로, 우리민족의 기원과 이동을 알려주는 자료로 볼 수 있다. 그림이 새겨진 바위는 지질학적으로 중생대 백악기에 형성된 경상 누층군 하산동층에 해당한다.
바위그림은 동심원, 십자형, 가면모양 등이 있는데, 동심원은 직경 18∼20cm의 삼중원으로 총 4개가 있다. 동심원은 태양을 상징하는 것으로 태양신을 표현한 것으로 본다. 십자형은 가로 15cm, 세로 12cm의 불분명한 사각형안에 그려져 있어 전(田)자 모양을 하고 있다. 이는 부족사회의 생활권을 표현한 듯하다. 가면모양은 가로 22∼30cm, 세로 20∼40cm로 머리카락과 수염같은 털이 묘사되어 있고, 그 안에 이목구비를 파서 사람의 얼굴을 표현한 것으로 부적과 같은 의미로 새긴 듯하다. 상징과 기호를 이용해 제단을 만들고 농경을 위해 태양신에게 소원을 빈 농경사회 신앙을 표현한 것으로 볼 수 있다.
근처에 있는 금산령 석기 유적과 고인돌 유적에서 출토되는 석기와 토기를 통해 청동기시대 후기(B.C. 300∼0)에 만들어진 암각화로 짐작된다. 선사시대 사람들의 신앙과 사회생활 등 선사문화 연구에 귀중한 자료이며, 조각사와 회화사 연구에도 소중한 자료로 평가된다.
고령 장기리 암각화
- 안내판

## 지질
고령 장기리 암각화는 중생대 백악기의 퇴적암 지층 경상 누층군 하산동층의 노두 표면에 조각되어 있다. 암각화가 새겨진 하산동층은 역암 및 사암으로 구성되어 있으며 점이 층리, 사층리 등의 퇴적 구조가 발달한다. 이외에 하산동층을 관입하는 석영맥과 방향성을 가진 절리가 노두 곳곳에서 관찰된다.

## 찾아가는 길
고령 장기리 암각화는 광주대구고속도로 회천대교 아래, 회천로 도로변에 있으며 도로명주소는 고령군 대가야읍 아래알터길 11-1, 지번은 고령군 대가야읍 장기리 530 이다. 

## 같이 보기
- 경상 누층군 하산동층
- 고령군의 지질
- 반구대 바위그림 (대구층)

## 참고 자료
- 고령 장기리 암각화 - 국가유산청 국가유산포털